# Erigone marina
Erigone marina là một loài nhện trong họ Linyphiidae.
Loài này thuộc chi Erigone. Erigone marina được Ludwig Carl Christian Koch miêu tả năm 1882.